# Lamourouxia ovata
Lamourouxia ovata är en snyltrotsväxtart som beskrevs av M. Mart. och Gal.. Lamourouxia ovata ingår i släktet Lamourouxia och familjen snyltrotsväxter. Inga underarter finns listade i Catalogue of Life.